# Herb gminy Wilga
Herb gminy Wilga – jeden z symboli gminy Wilga, ustanowiony 29 sierpnia 2003.

## Wygląd i symbolika
Herb przedstawia na tarczy koloru czerwonego złoty kamienny most, a nad nim srebrną literę „W”. Herb nawiązuje do nazwy gminy oraz rzeki Wilgi (most).